# Mazeley
Mazeley település Franciaországban, Vosges megyében. Lakosainak száma 267 fő (2022. január 1.). Mazeley Bocquegney, Bouxières-aux-Bois, Domèvre-sur-Avière, Frizon, Gigney és Thaon-les-Vosges községekkel határos.

## Népesség
A település népességének változása:
| Lakosok száma | 271  | 266  | 272  | 267  | 265  | 263  | 261  | 263  | 267  |
|               | 2013 | 2015 | 2016 | 2017 | 2018 | 2019 | 2020 | 2021 | 2022 |